# Usine-sucrerie Comté de Lohéac
L' Usine-sucrerie Comté de Lohéac est une habitation-sucrerie située à Sainte-Rose en Guadeloupe.
Fondée en 1710, elle cesse ses activités en 1976.

## Histoire
Gilbert de Voisins, comte de Lohéac, marquis de Crapado et son épouse, la fille du gouverneur Du Lyon, fonde la sucrerie en juin 1710. Une chapelle y est aussitôt construite à l'embouchure du chemin menant à la propriété, situé à l'actuelle plage Manbia. Le hameau de Lohéac se développe alors. En 1770, l'habitation porte le nom de Comté de Crapade, et est déjà un établissement agro-industriel important. De nombreux bâtiments sont construits. Elle est la propriété de 1760 à 1872 de deux familles. La famille Lemesle la modernise en l'équipant d'un moulin à vapeur. Au début du XXe siècle, Charles Morrazani transforme l'habitation en usine-sucrerie mais l'ouragan Okeechobee en septembre 1928 la dévaste. La propriété est alors vendue à la famille Aubéry qui reconstruit et modernise le site. Un moulin à canne à vapeur de marque Fives-Lille est installé et la grande distillerie est établie. L'usine du Comté de Lohéac devient la plus importante productrice de rhum et le restera jusqu'au début de la Seconde Guerre mondiale.
En 1976, l'usine cesse ses productions et les bâtiments tombent à l'abandon. Un entrepreneur reprend le site en 1984 pour y installer une usine de production de yaourts mais le cyclone Hugo en 1989 la détruit.
Au début des années 1990 et jusqu'en 2010, le site devient un hôtel de charme qui prend le nom de La Sucrerie du Comté. L'ancienne habitation principale forme l'hôtel et quelques bâtiments abritent le restaurant et des infrastructures. Vingt-six bungalows sont construits dans un parc aménagé de cinq hectares. L'ensemble tombe à l'abandon en 2010 et est depuis en ruines. Seule demeure l'habitation principale devenue un hôtel. La locomotive à vapeur, construite en 1939, encore visible en 2020, disparait en 2022.

## Galerie

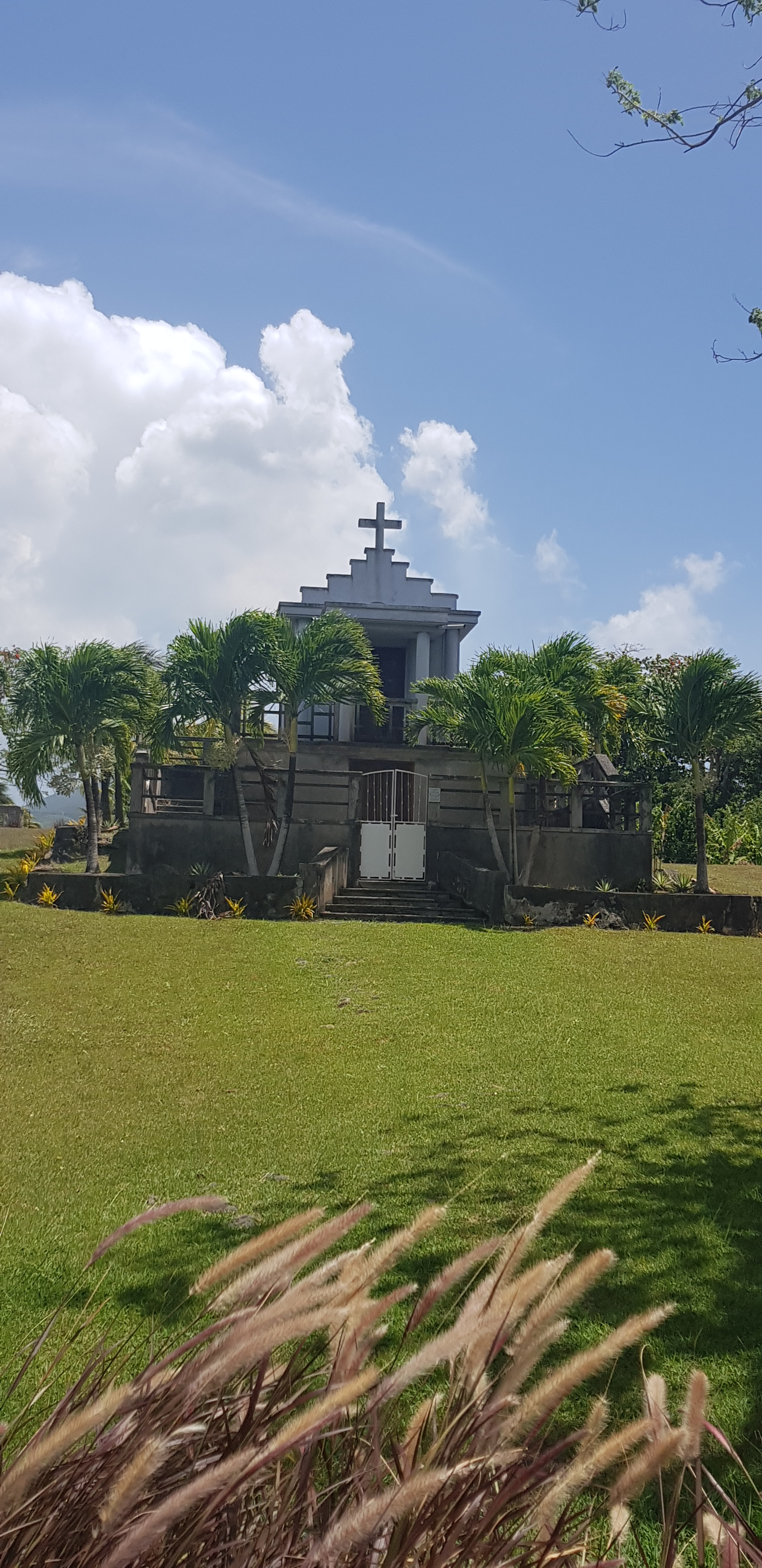
Caveau funéraire familial des propriétaires de l'habitation sucrerie, construit en 1928.
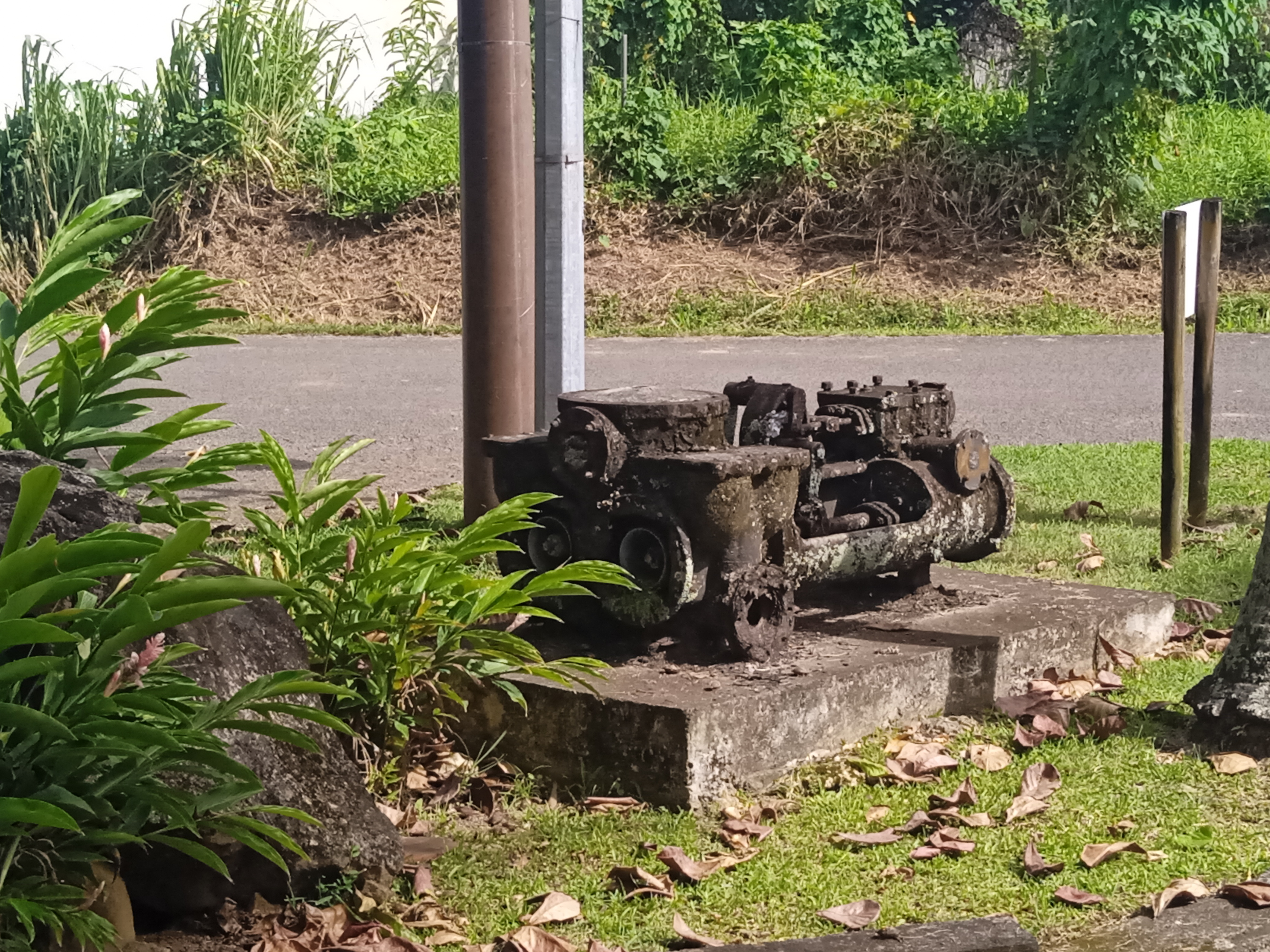
Vestige de l'Usine-sucrerie Comté de Lohéac.
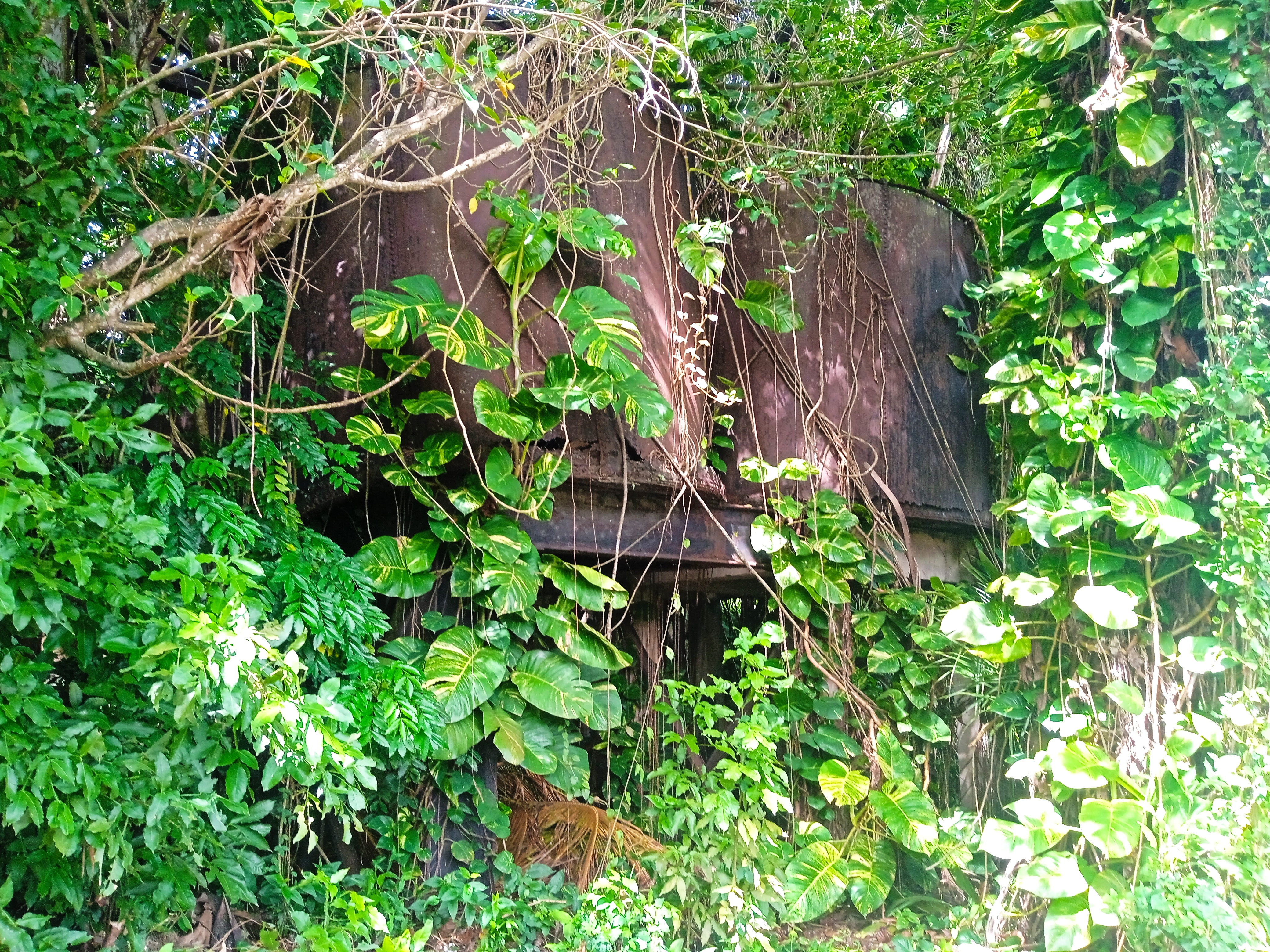
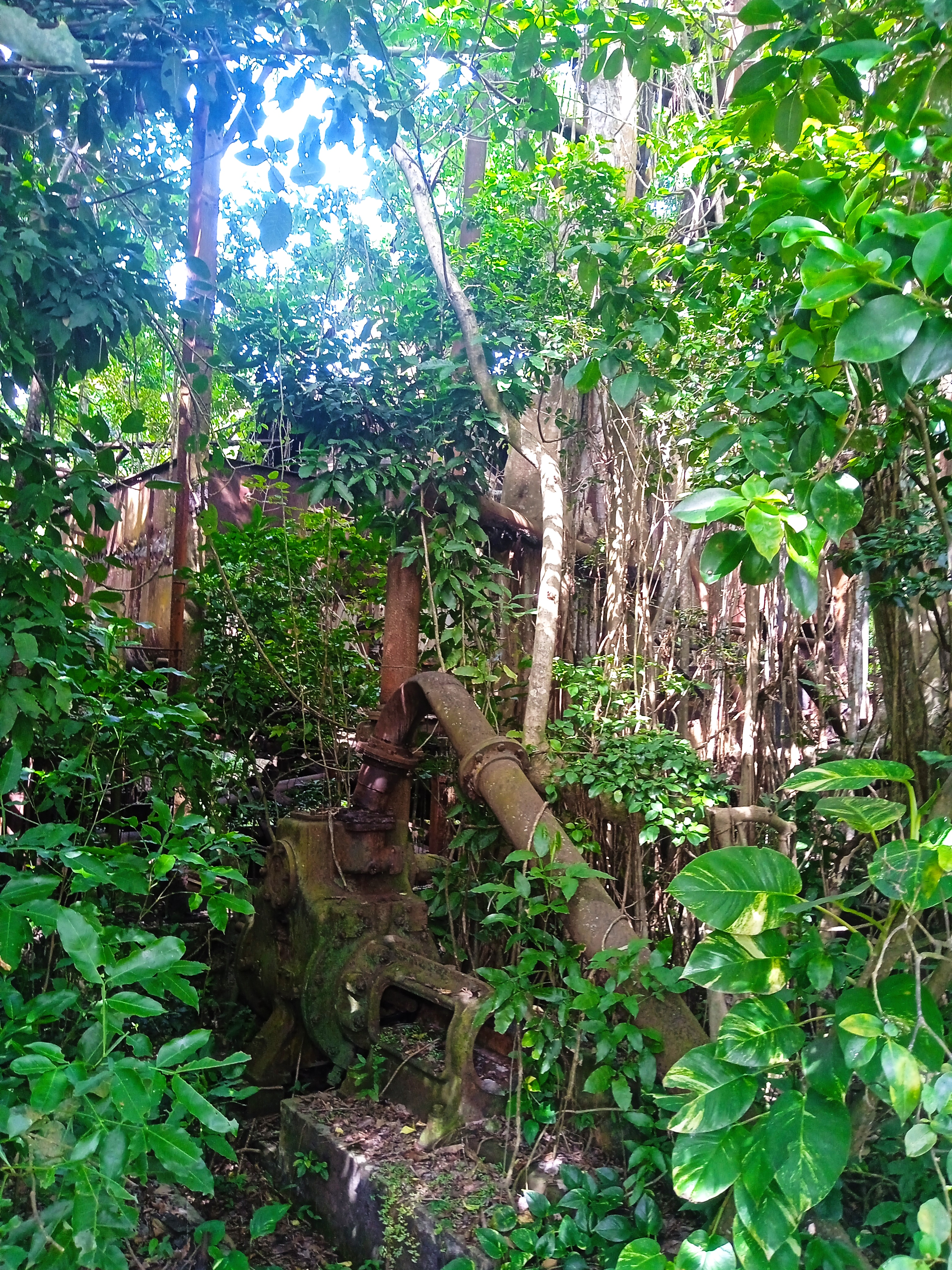
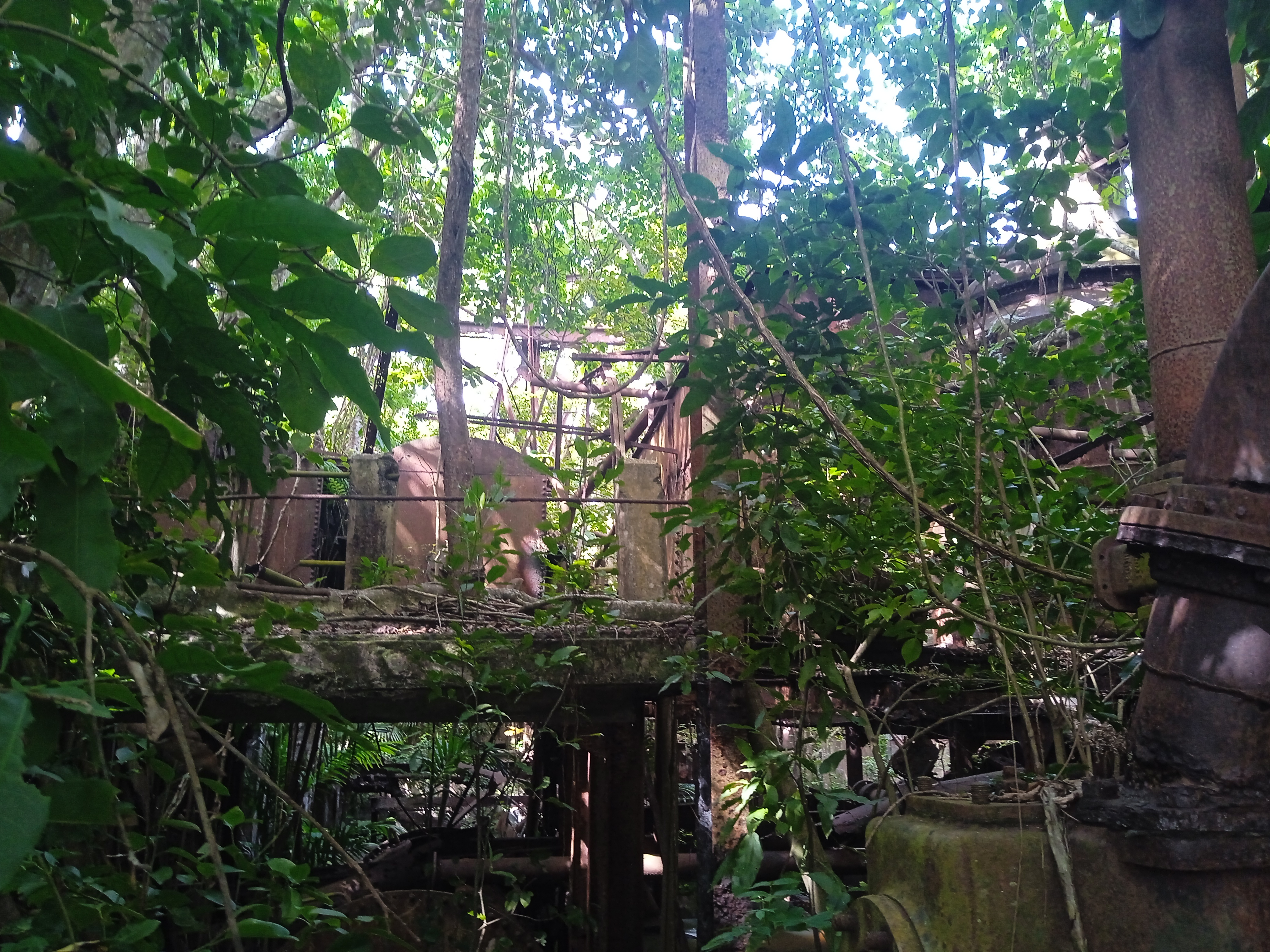
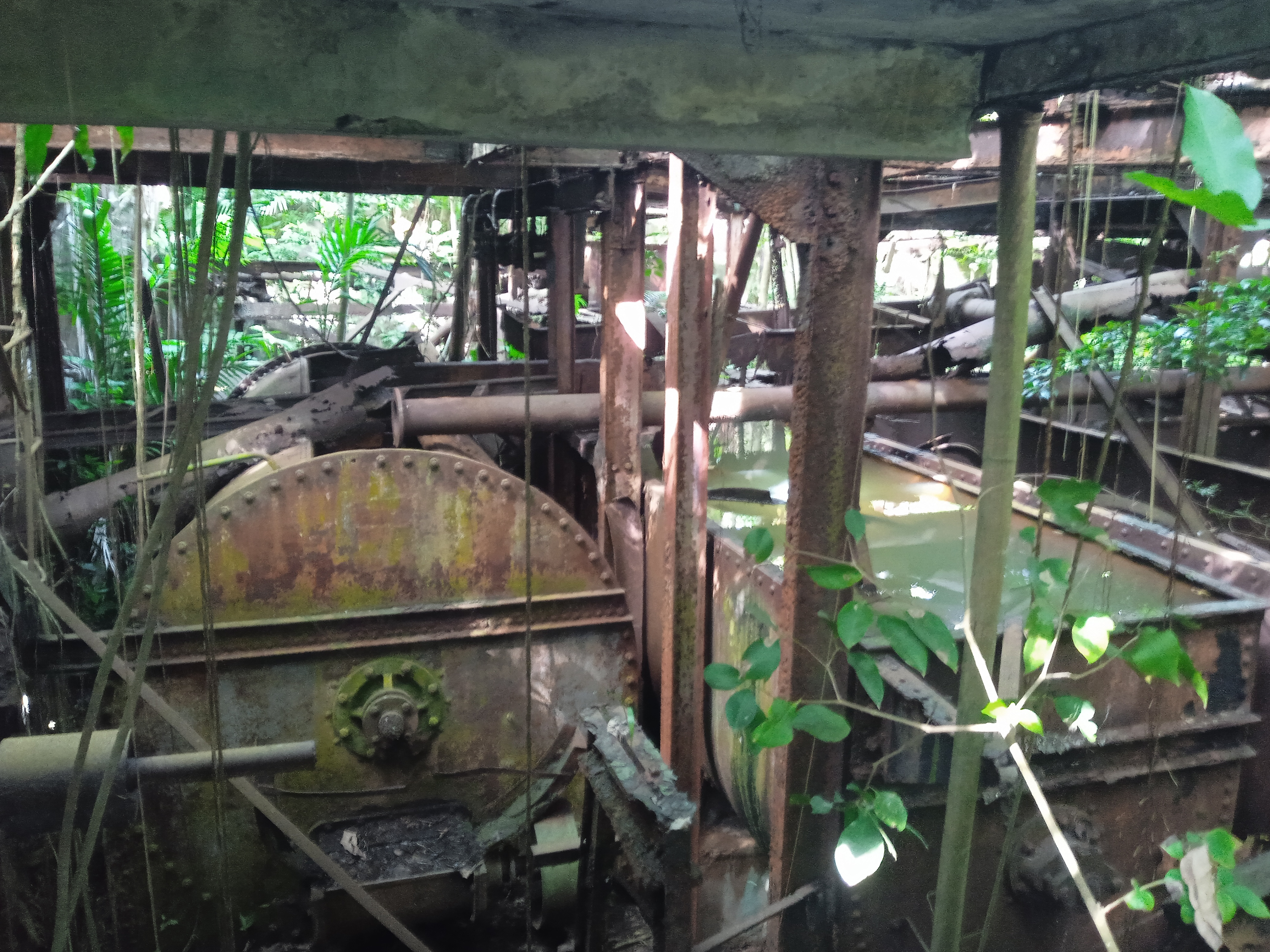
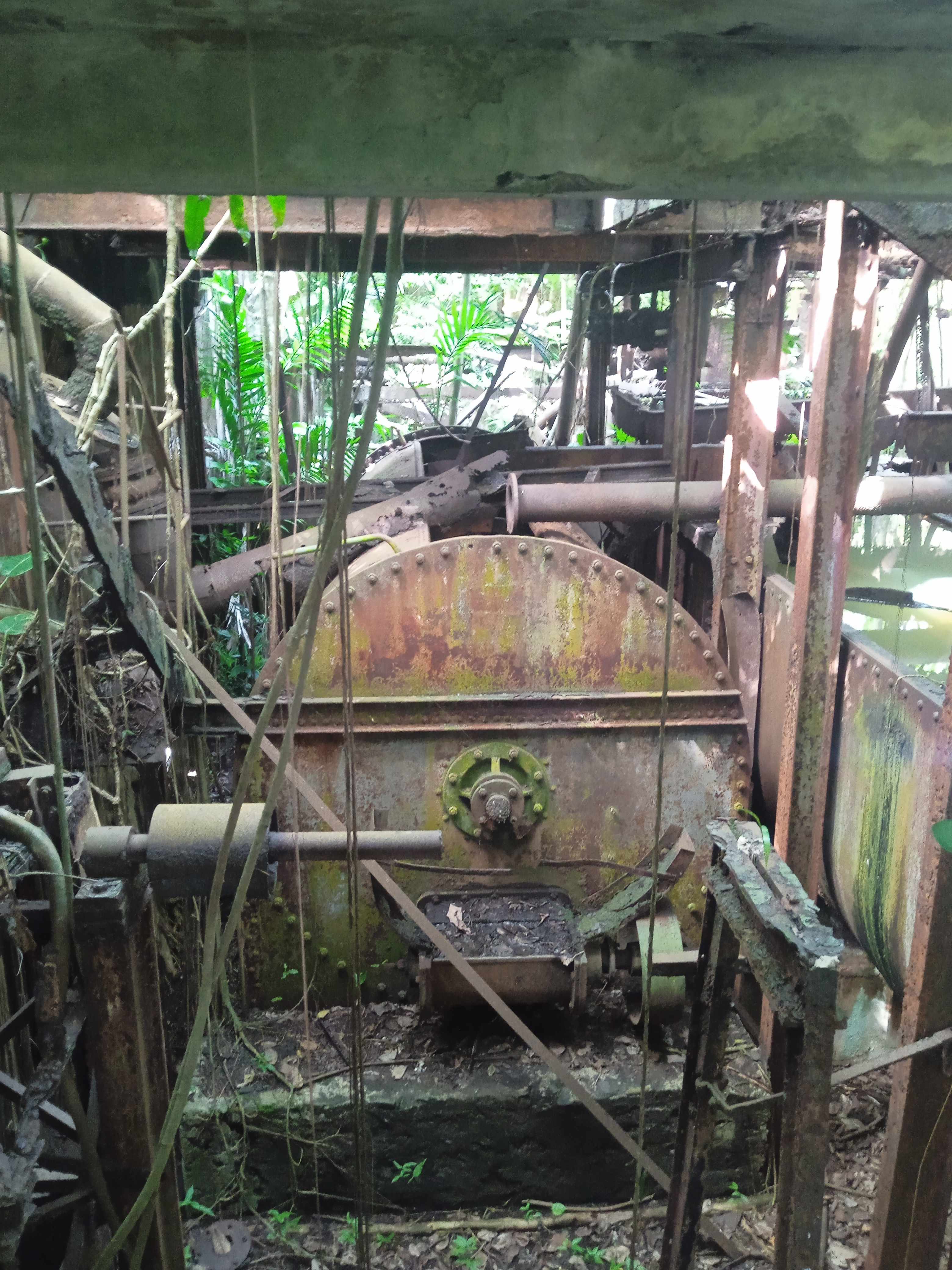
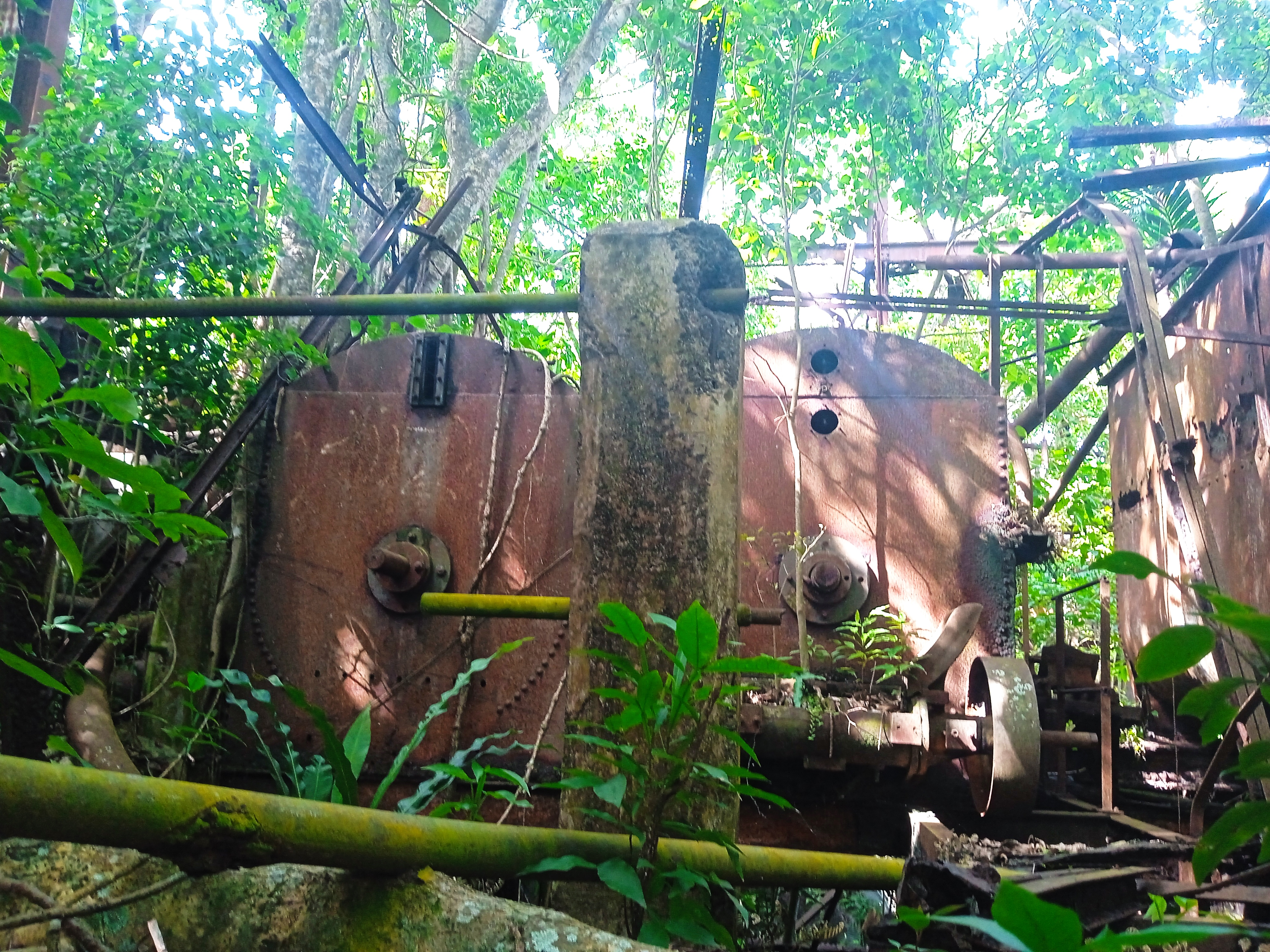
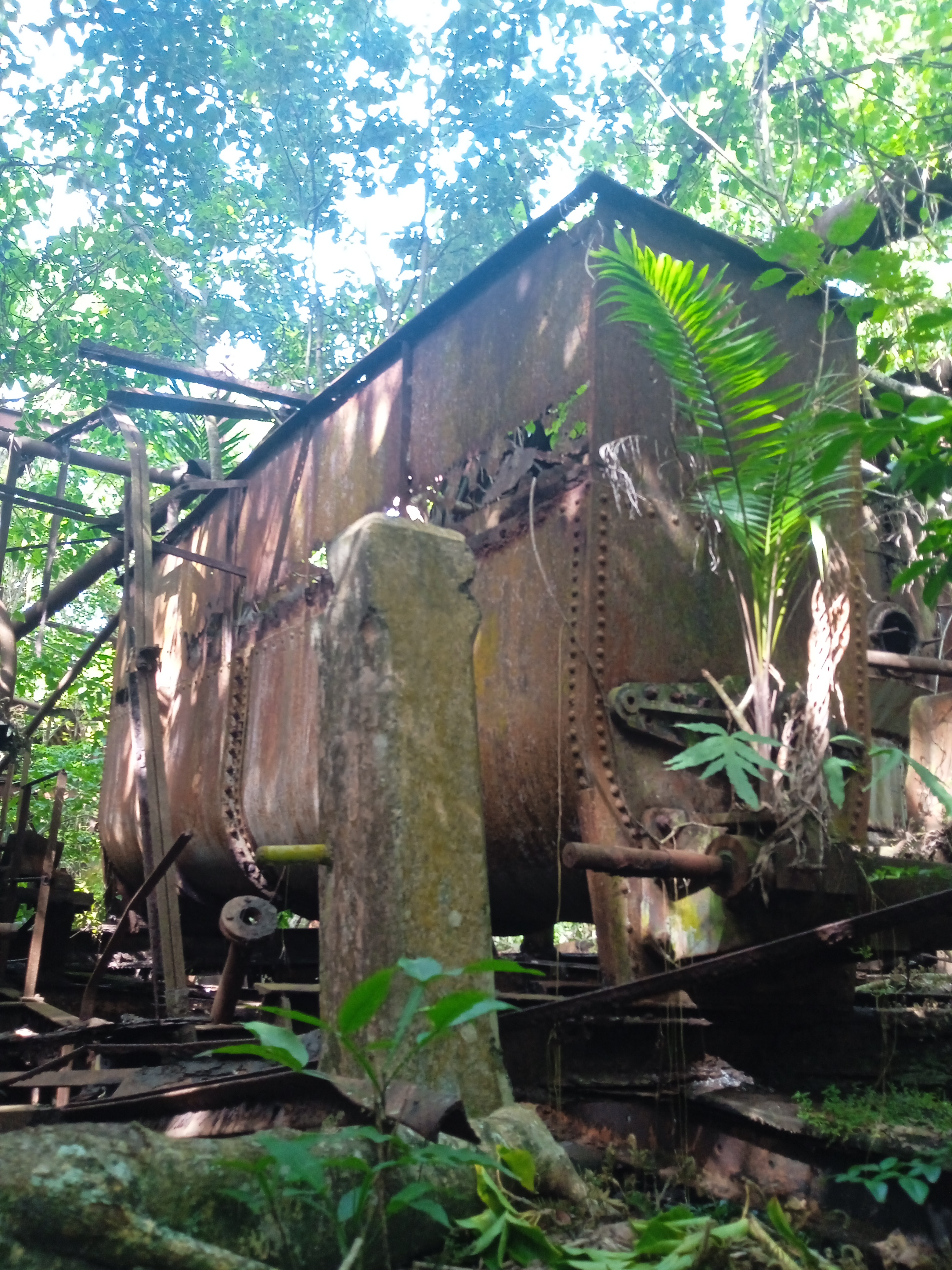
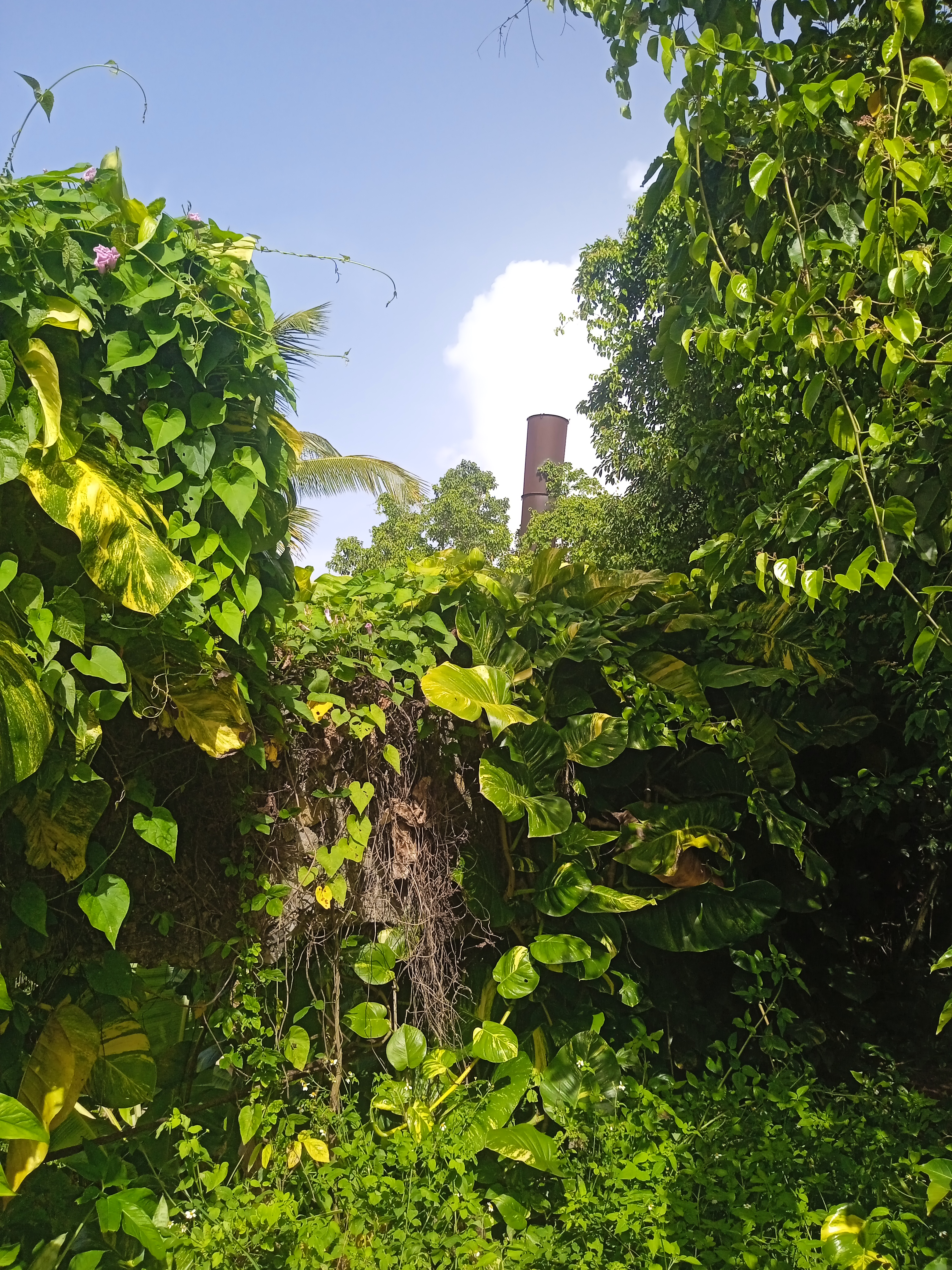
Ancienne cheminée de l'Usine-sucrerie Comté de Lohéac.
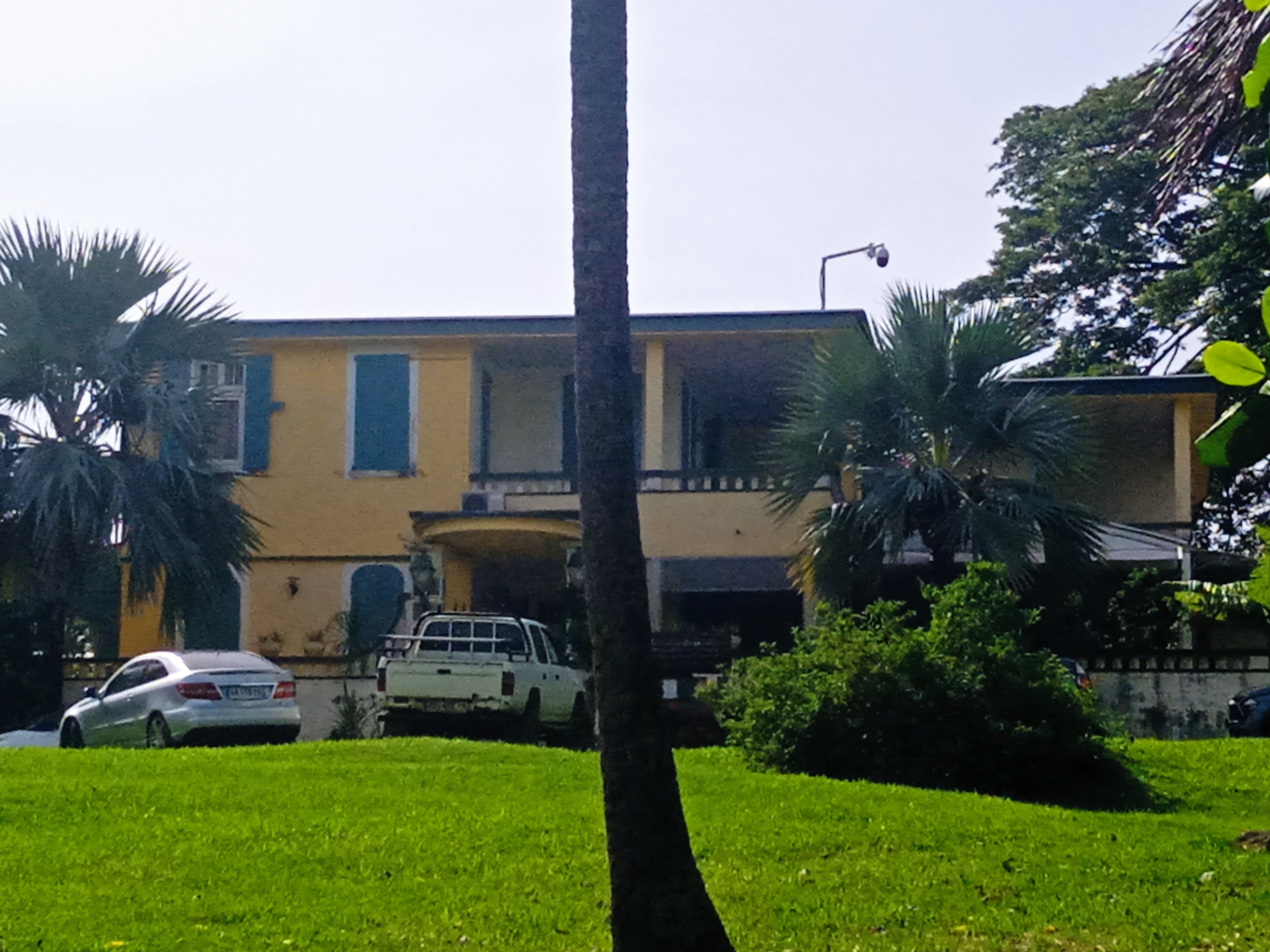
Habitation du Comté de Lohéac, de nos jours un hôtel.
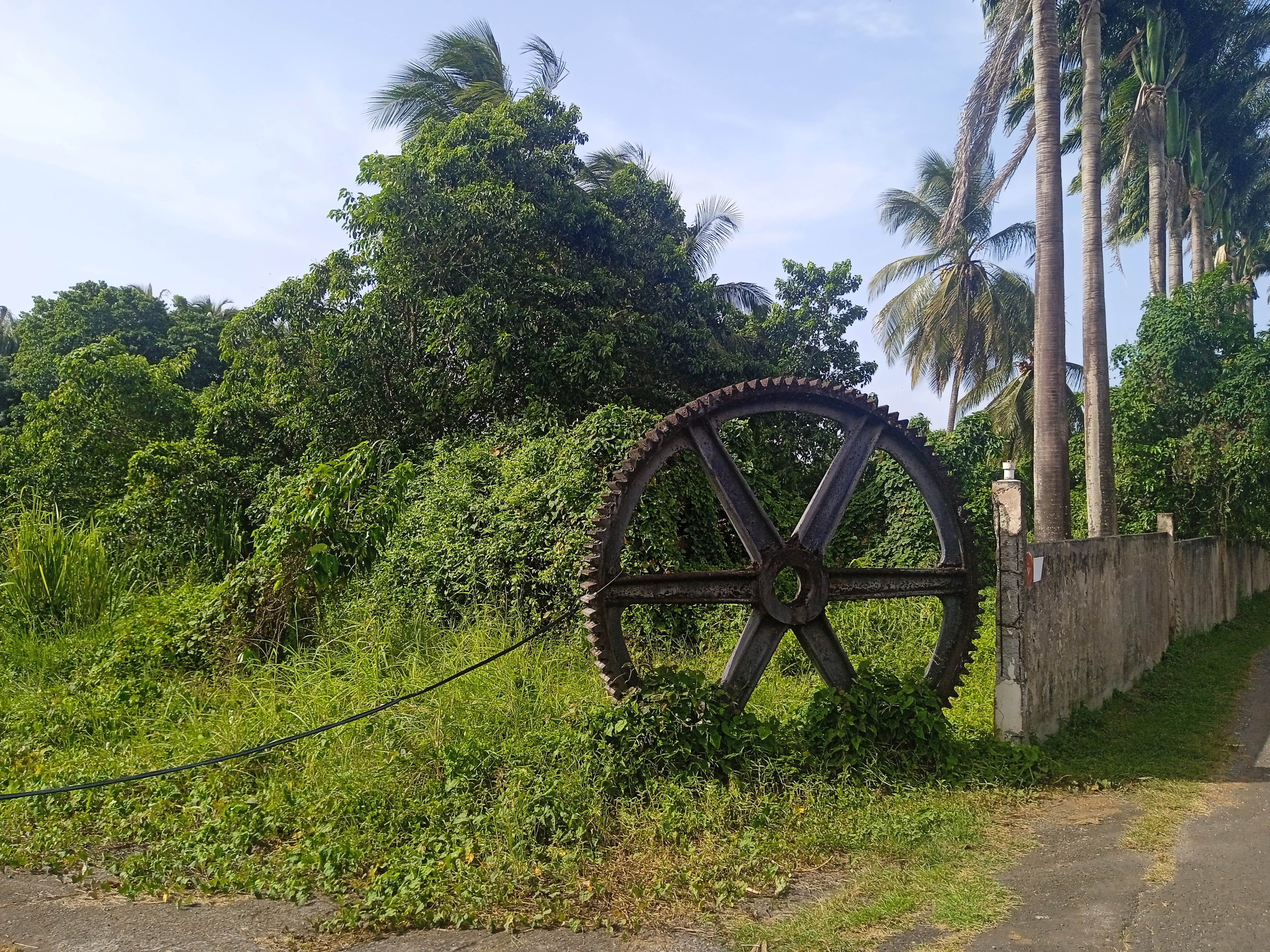
Une des anciennes entrées de l'usine-sucrerie Comté de Lohéac.
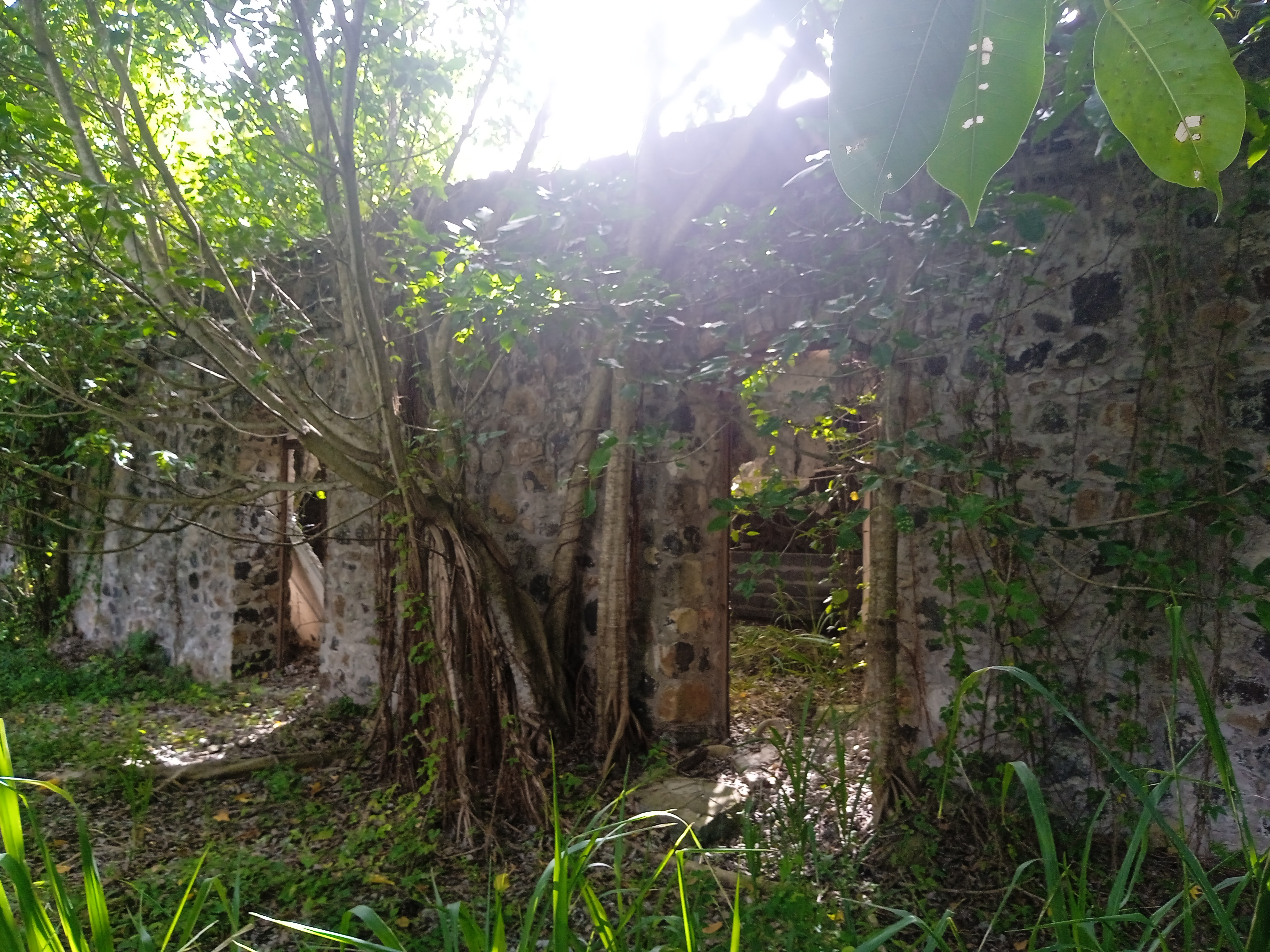
Anciens bâtiments.
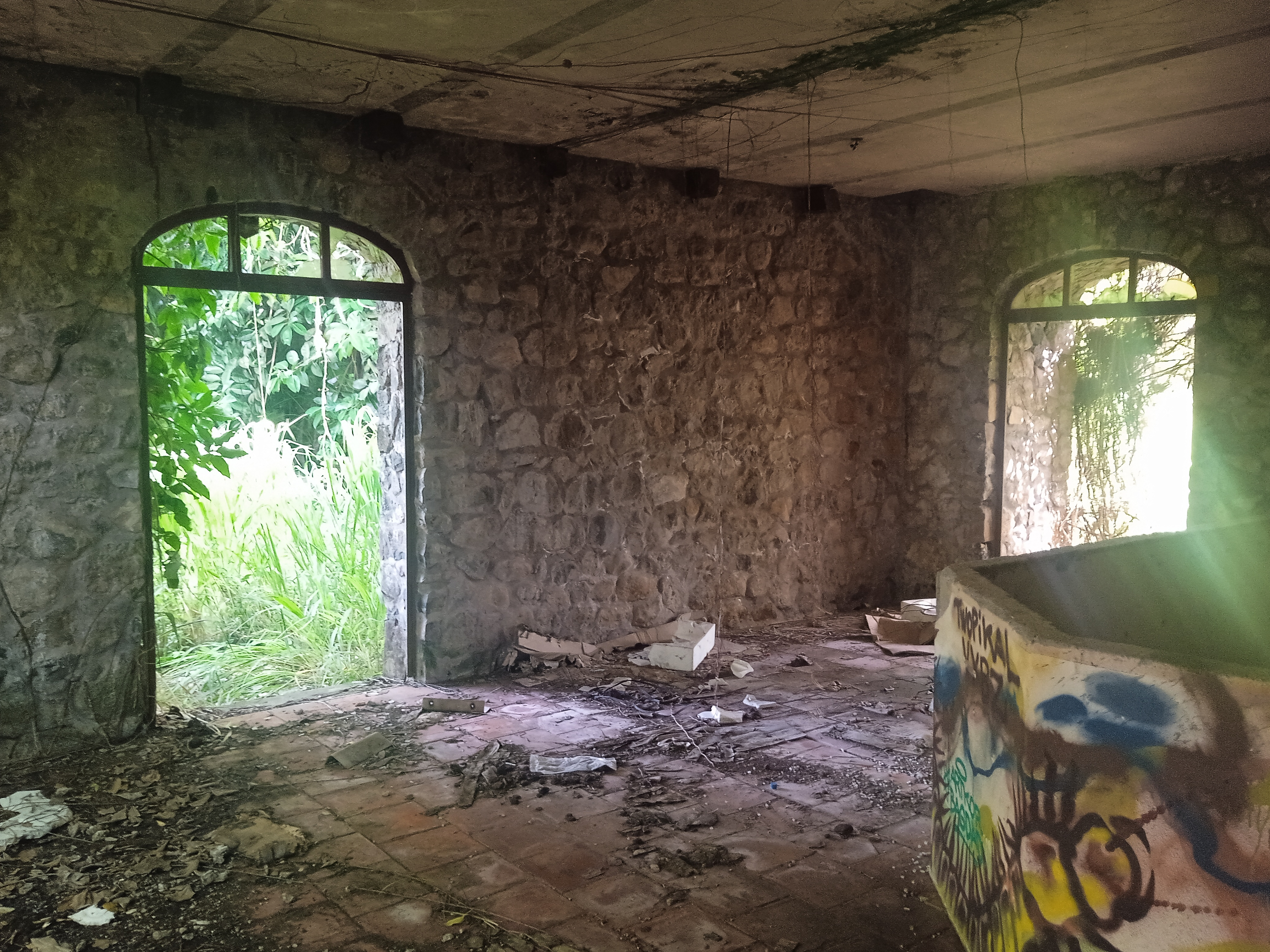
Intérieur de bâtiment.
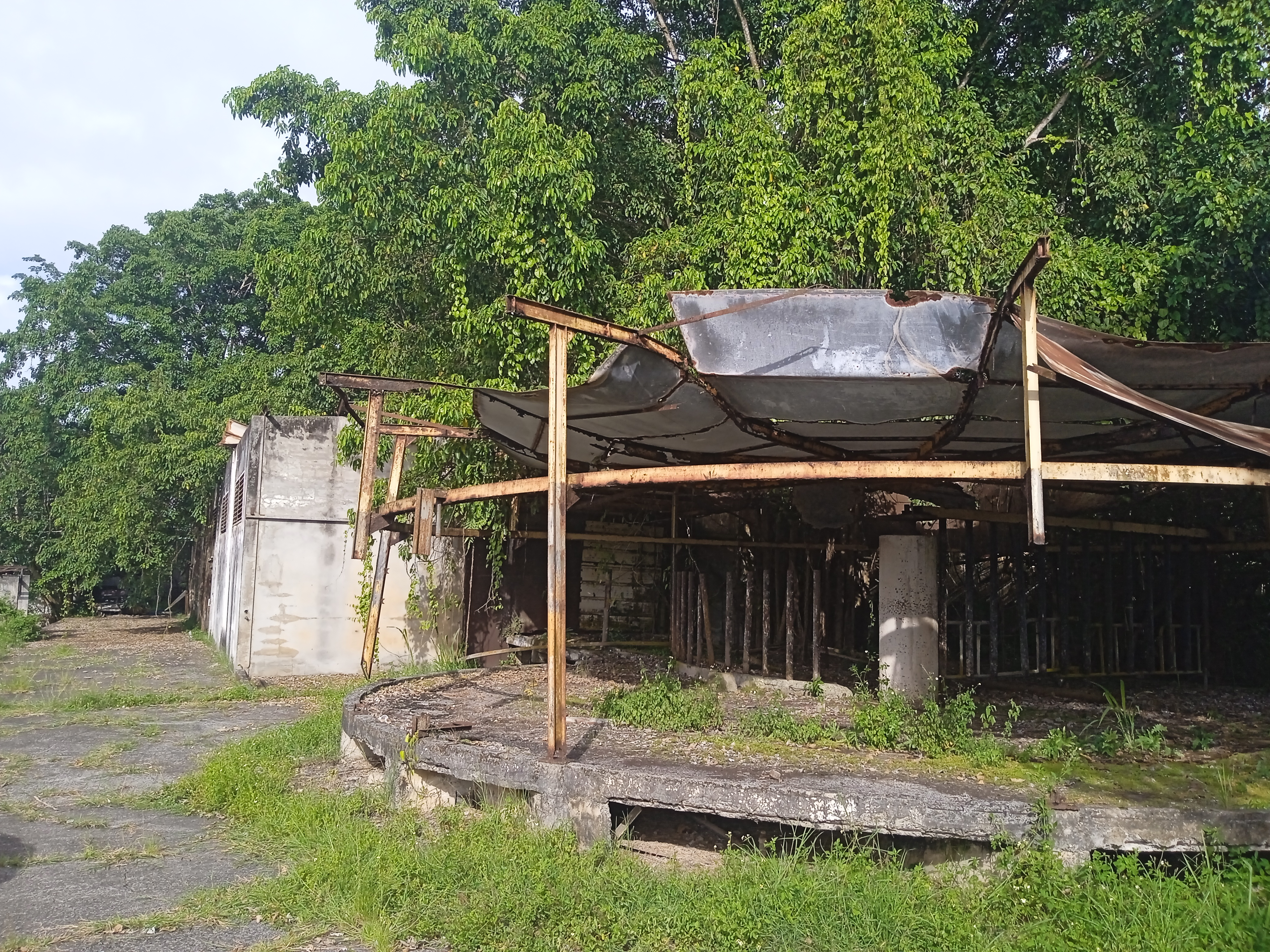
Vestiges de l'ancienne usine de yaourt du Comté de Lohéac.
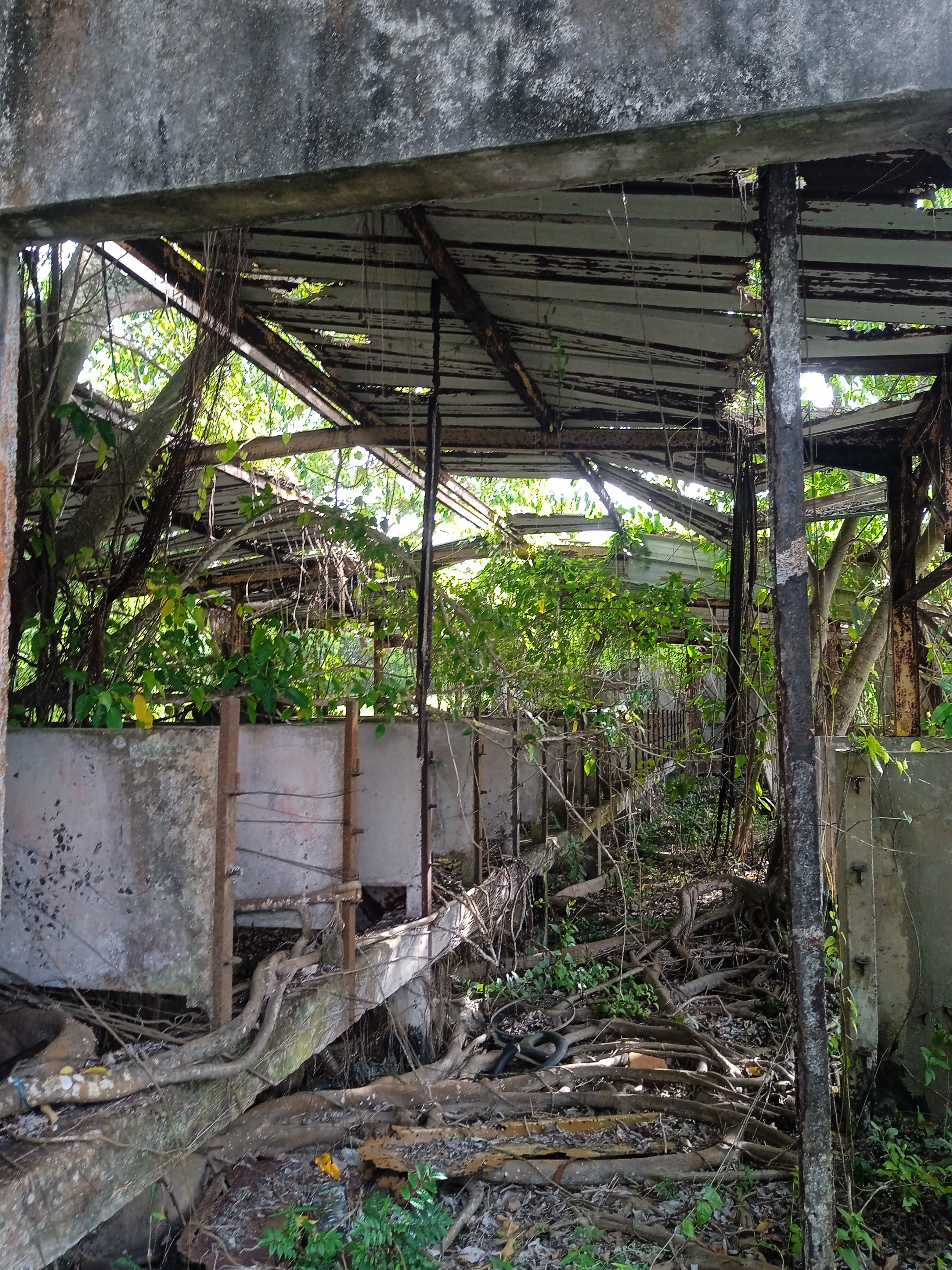
Anciens enclos à vaches de l'usine de yaourt du Comté de Lohéac.